# (26101) 1990 QQ6
(26101) 1990 QQ6 est un astéroïde de la ceinture principale d'astéroïdes découvert en 1990.

## Description
(26101) 1990 QQ6 a été découvert le 20 août 1990 à l'observatoire de La Silla, au Chili, par Eric Walter Elst.

### Caractéristiques orbitales
L'orbite de cet astéroïde est caractérisée par un demi-grand axe de 2,41 UA, un périhélie de 2,00 UA, une excentricité de 0,17 et une inclinaison de 1,91° par rapport à l'écliptique. Du fait de ces caractéristiques, à savoir un demi-grand axe compris entre 2 et 3,2 UA et un périhélie supérieur à 1,666 UA, il est classé, selon la JPL Small-Body Database, comme objet de la ceinture principale d'astéroïdes.

### Caractéristiques physiques
(26101) 1990 QQ6 a une magnitude absolue (H) de 15,1 et un albédo estimé à 0,238.